# Сельское хозяйство Мартиники
Сельское хозяйство является одной из важных отраслей экономики Мартиники.
Высокая плодородность почвы и тропический климат создают отличные условия для выращивания тропических фруктов и экзотических растений. В прошлом доходы от сельского хозяйства преобладали в структуре доходов острова, однако в последнее время эта тенденция изменилась: сокращение международного спроса на сахар привело к снижению объёмов его экспорта, также на урожай оказывают негативное влияние ураганы. В настоящее время сельское хозяйство составляет около 6 % ВВП Мартиники, значительно уступая туризму и сфере услуг.

## История сельского хозяйства Мартиники
Коренные жители Мартиники, араваки и карибы, вели сельское хозяйство в небольших масштабах, однако говорить о его значительном развитии можно лишь с времен французской колонизации, а именно, с 1635 года. С этого времени начинается выращивание сахарного тростника, благодаря которому остров стал одной из наиболее доходных заморских территорий Франции.
С 1723 года на острове начинают выращивать кофе, что делает Мартинику ещё более привлекательной не только для Франции, но и для других государств. В 1674 году голландцы делают безуспешную попытку захвата Мартиники, в 1693 и 1759 годах остров пытаются захватить британцы. В 1762 году очередная попытка британцев оказывается успешной, однако Франция получает остров обратно уже в 1763 году по условиям Парижского мирного договора. В 1794—1802 и 1809—1814 Британия вновь оккупирует Мартинику, однако оба раза, по условиям Амьенского мира и Венского конгресса, возвращает остров Франции.
Основной рабочей силой в сельском хозяйстве Мартиники до 1848 года являлись рабы из Африки. После многочисленных восстаний рабов в начале XIX века плантаторы перешли к использованию дешёвого труда работников из Индии и Китая, чтобы сократить свои издержки.
В 1950-е годы на Мартинике наблюдался экономический спад. В это время наиболее важной и значимой сельскохозяйственной культурой острова становятся бананы. В 1979 и 1980 гг значительное негативное влияние на сельское хозяйство и экономику острова в целом оказали сильнейшие атлантические ураганы.

## Современное состояние сельского хозяйства Мартиники
По состоянию на 1997 год доля сельского хозяйства в ВВП Мартиники по данным Национального института статистики и экономических исследований Франции составляла 3,2 %. С 1991 по 1999 годы задействованные сельскохозяйственные площади в стране сократились с 39 % до 31 % территории. Эксперты связывают это с активной механизацией сельского хозяйства, в результате чего из оборота пришлось вывести холмистые территории, которые ранее обрабатывались вручную и стали труднодоступными для механизированной обработки. Таким образом, к 1999 году площадь используемых сельскохозяйственных земель на острове составляла 21 848 га. Более половины этой территории (11 200 га) занимали плантации бананов, 3 140 га — сахарного тростника. С 1989 по 2000 годы благодаря механизации объёмы сборов этих культур увеличились на 12 % и 7 % соответственно, однако доля ручного труда в процессе остается достаточно значительной.
Доля земель под выращивание цитрусовых сократилась с 1989 по 2000 годы на 49 %, цветов — на 22 %.
В связи с механизацией сельского хозяйства, выведением из оборота земель и старением число людей, занятых в сельскохозяйственном секторе, сократилось примерно на треть, а средний возраст фермеров увеличился до 55 лет. Число небольших ферм сократилось вдвое, но сокращение почти не затронуло крупные фермы.
По состоянию на 1999 год около 10 % сельскохозяйственной продукции составляла продукция скотоводства. Она представлена в основном традиционными пастбищными хозяйствами. Птицеводство на Мартинике не развито, свыше 90 % мяса птицы в 1998 году импортировалось в страну. С 1989 по 2000 годы продукция овцеводства сократилась в два раза, поголовье коз — на 12 %. Доля крупного рогатого скота за этот период не изменилась.

## Основные культуры
На Мартинике выращивают множество сельскохозяйственных культур: сахарный тростник, бананы, кофе, ананасы, авокадо, баклажаны, цитрусовые, ямс, батат, экзотические цветы.
Сахарный тростник, одна из ключевых сельскохозяйственных культур острова, сейчас экспортируется в меньшей степени, так как в основном используется для изготовления рома (который тоже экспортируется).